# Campeonato Europeu de Ginástica Artística de 1961
O Campeonato Europeu de Ginástica Artística de 1961 teve suas competições femininas realizadas em Leipzig, Alemanha, e as masculinas, em separado, na cidade de Luxemburgo, Luxemburgo.

## Eventos
- Individual geral masculino
- Solo masculino
- Barra fixa
- Barras paralelas
- Cavalo com alças
- Argolas
- Salto sobre a mesa masculino
- Individual geral feminino
- Trave
- Solo feminino
- Barras assimétricas
- Salto sobre a mesa feminino

## Medalhistas
| Evento              | Ouro                                                    | Prata                                 | Bronze                                        |
| Masculino           |                                                         |                                       |                                               |
| Individual geral    | YUG Miroslav Cerar                                      | URS Yuri Titov                        | ITA Giovanni Carminucci                       |
| Solo                | ITA Franco Menichelli                                   | URS Viktor Leontyev                   | YUG Miroslav Cerar                            |
| Cavalo com alças    | YUG Miroslav Cerar                                      | FRG Philipp Furst URS Viktor Leontyev | nenhum                                        |
| Argolas             | YUG Miroslav Cerar URS Yuri Titov HUN Velik Kapsatschov | nenhum                                | nenhum                                        |
| Salto sobre a mesa  | ITA Giovanni Carminucci                                 | ITA Franco Menichelli                 | YUG Miroslav Cerar SUI Ernst Fivian           |
| Barras paralelas    | YUG Miroslav Cerar                                      | URS Viktor Leontyev                   | ITA Giovanni Carminucci ITA Franco Menichelli |
| Barra fixa          | URS Yuri Titov                                          | HUN Rajmund Csanyi                    | FIN Otto Kestola                              |
| Feminino            |                                                         |                                       |                                               |
| Individual geral    | URS Larissa Latynina (38.500)                           | URS Polina Astakhova (38.200)         | TCH Vera Caslavska (38.150)                   |
| Salto sobre a mesa  | GDR Ute Starke (19,350)                                 | GDR Ingrid Fost (19,083)              | POL Natalia Kot (19,050)                      |
| Barras assimétricas | URS Polina Astakhova (19,400)                           | URS Larissa Latynina (19,250)         | GDR Ingrid Fost (19,100)                      |
| Trave               | URS Polina Astakhova (19,433)                           | URS Larissa Latynina (19,317)         | GDR Ingrid Fost (19,183)                      |
| Solo                | URS Larissa Latynina (19,400)                           | URS Polina Astakhova (19,317)         | TCH Vera Caslavska (19,217)                   |

## Quadro de medalhas
| Ordem | País               | Medalha de ouro | Medalha de prata | Medalha de bronze |    |
| ----- | ------------------ | --------------- | ---------------- | ----------------- | -- |
| 1     | União Soviética    | 6               | 8                |                   | 12 |
| 2     | Iugoslávia         | 4               |                  | 2                 | 6  |
| 3     | Itália             | 2               | 1                | 3                 | 6  |
| 4     | Alemanha Oriental  | 1               | 1                | 2                 | 4  |
| 5     | Hungria            | 1               | 1                |                   | 2  |
| 6     | Alemanha Ocidental |                 | 1                |                   | 1  |
| 7     | Checoslováquia     |                 |                  | 2                 | 2  |
| 8     | Finlândia          |                 |                  | 1                 | 1  |
| 8     | Suíça              |                 |                  | 1                 | 1  |
| 8     | Polónia            |                 |                  | 1                 | 1  |
| TOTAL | TOTAL              | 14              | 12               | 12                | 38 |